# Empecamenta lindiana
Empecamenta lindiana är en skalbaggsart som beskrevs av Moser 1917. Empecamenta lindiana ingår i släktet Empecamenta och familjen Melolonthidae. Inga underarter finns listade i Catalogue of Life.